# Larantuka (plaats)
Larantuka is een bestuurslaag in het regentschap Flores Timur van de provincie Oost-Nusa Tenggara, Indonesië. Larantuka telt 1205 inwoners (volkstelling 2010).